# Silene chustupica
Silene chustupica är en nejlikväxtart som beskrevs av Nersesian. Silene chustupica ingår i släktet glimmar, och familjen nejlikväxter. Inga underarter finns listade i Catalogue of Life.